# Дечак звани Божић
Дечак звани Божић (енгл. A Boy Called Christmas) британски је божићни фантастични филм из 2021. године у режији Жила Кенана, по истоименој књизи Мета Хејга из 2015. године.
Приказан је 26. новембра 2021. године у Уједињеном Краљевству, односно 24. новембра преко платформе Netflix у Србији. Добио је позитивне рецензије критичара.

## Радња
Обичан дечак по имену Николас креће у необичну авантуру на снежни север како би пронашао свог оца који је у потрази за откривањем легендарног села вилењака, Елфхелм.

## Улоге
| Глумац            | Улога   |
| ----------------- | ------- |
| Хенри Лофул       | Николас |
| Михил Хаусман     | Џоел    |
| Меги Смит         | Рут     |
| Кристен Виг       | Шарлота |
| Сали Хокинс       | Водол   |
| Тоби Џоунс        | Топо    |
| Индика Вотсон     | Нуш     |
| Џоел Фрај         | Мет     |
| Изабела О’Саливан | Андреа  |
| Иден Лоренс       | Патрик  |
| Ајомиде Гарик     | Мопет   |
| Риши Купа         | Кип     |
| Џим Бродбент      | краљ    |
| Руне Темте        | Андерс  |